# Wuwei, Dingyuan
Wuwei (kinesiska: 吴圩) är en köping i östra Kina. Den ligger i Dingyuan härad i staden Chuzhou i provinsen Anhui, omkring 59 kilometer norr om provinshuvudstaden Hefei. Antalet invånare är 49158. Befolkningen består av 23 367 kvinnor och 25 791 män. Barn under 15 år utgör 20,0 %, vuxna 15-64 år 67 %, och äldre över 65 år 12,0 %.